# Perico Ribera
Pour les articles homonymes, voir Ribera.
Perico Ribera, parfois Pierre Ribera, né le 2 décembre 1867 à Lisbonne au Portugal, naturalisé français en 1916 et mort en 1949 à Ciboure, est un peintre pastelliste franco-espagnol. Élève de Léon Bonnat et d'Albert Maignan, il fit une carrière internationale. Artiste mondain, il fut un portraitiste renommé, l'auteur de nombreuses scènes hispanisantes et un représentant doué du courant régionaliste basque. Il fut un ami de Maurice Ravel.

## Biographie

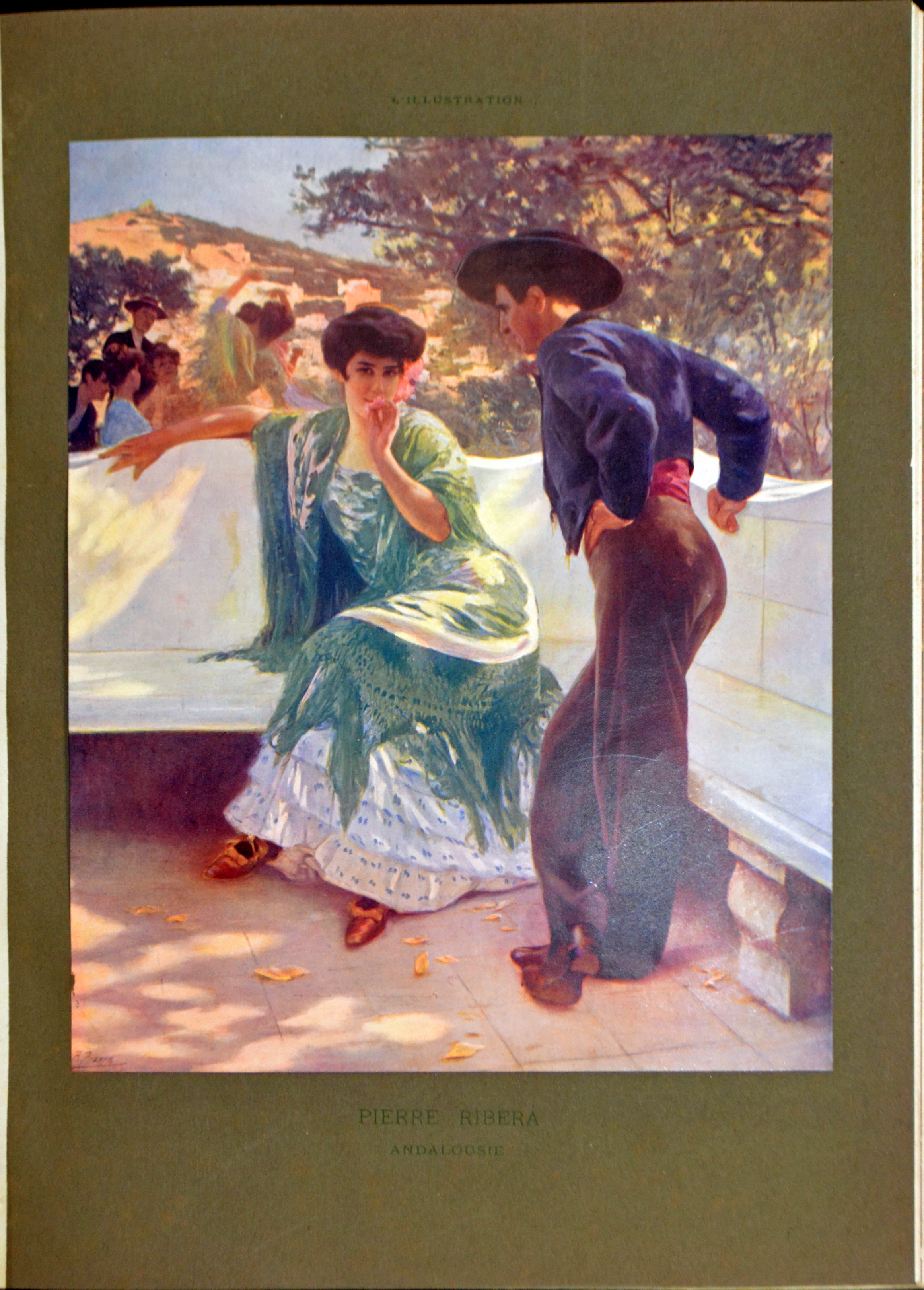
Andalousie

Perico (ou Pedro ou Pierre) Ribera est le fils d'un ingénieur et promoteur des Chemins de fer d'Espagne qui joua un rôle important dans la rencontre de Marie Delouart et de Joseph Ravel, les parents du compositeur Maurice Ravel. Son père séjournait souvent au Pays basque de France où il avait acquis une petite maison sur le quai de la Nivelle à Ciboure, baptisée « Perico Baïta » (Chalet Perico) après sa naissance le 2 décembre 1867 à Madrid. Il fait des études secondaires au lycée de Talence près de Bordeaux. Il est ensuite l'élève d'Alejandro Ferrant et d'Emilio Sala à l'Académie des Beaux-Arts San-Fernando de Madrid. En 1886, il entre à l'École nationale des Beaux-Arts de Paris dans les classes de Léon Bonnat et d'Albert Maignan.
En 1900, il participe au salon des artistes français où il présente son tableau Le fandango à Saint Jean de Luz et reçoit une mention honorable. Il voyage beaucoup à l'étranger. En 1923, il se joint à Saint Jean de Luz au groupe des Neuf : Ramiro Arrue, René Maxime Choquet, Charles Colin, Jean-Gabriel Domergue, Henri Godbarge, Pierre Labrouche, Masson, Virac lors d'une exposition. En 1994 se déroule une rétrospective de son œuvre, à Saint Jean de Luz, Villa Ducontenia. Le plafond du Jokey- Club à Buenos Aires et la Salle à manger du Grand Hôtel de Pékin ont été peints par ses soins.

## Distinctions
- 1901 : Légion d'honneur[3]

## Collections publiques
- Bayonne, Musée basque et de l'histoire de Bayonne : 
  - Le Fandango, Saint-Jean-de-Luz (Danse nationale), 1900, huile sur toile, 172 × 253 cm, dépôt du Musée d'Angers.
  - Fandango à Urrugne, 1930, huile sur toile, 139 × 76 cm.
- Musée des beaux-arts de Pau : Marchande de grenades, 1901, huile sur toile, 155 × 125 cm.